# Nealcidion spinosum
Nealcidion spinosum là một loài bọ cánh cứng trong họ Cerambycidae.